# Liste der denkmalgeschützten Objekte in Oetz
Die Liste der denkmalgeschützten Objekte in Oetz enthält die 46 denkmalgeschützten, unbeweglichen Objekte der Tiroler Gemeinde Oetz.

## Denkmäler
| Foto |                 | Denkmal | Standort                                  | Beschreibung | Metadaten |
| ---- | --------------- | --- | ----------------------------------------- | --- | --- |
| ja   | Datei hochladen | Wegkapelle in Ebene HERIS-ID: 4282 Objekt-ID: 124 TKK: 20889                                                   | gegenüber Ebene 16 Standort KG: Ötz       | Die Wegkapelle wurde anstelle eines kleineren Vorgängerbaus 1903 in gotisierendem Stil errichtet. 1974 wurden die neugotischen Fialen am Außenbau entfernt. Der einjochige Mauerbau mit eingezogenem, dreiseitigem Chor und Satteldach ist giebelseitig über ein Spitzbogenportal erschlossen. Der kreuzgewölbte Innenraum weist einen spitzbogigen Triumphbogen und in der Apsis eine gemauerte Mensa mit gotisierendem Maßwerkdekor auf. | BDA-Hist.: Q37808565 Status: § 2a Stand der BDA-Liste: 2025-06-30 Name: Wegkapelle in Ebene GstNr.: .508 Wegkapelle in Ebene                                                                  |
| ja   | Datei hochladen | Kath. Filialkirche Zum bitteren Leiden Jesu in Habichen HERIS-ID: 4288 Objekt-ID: 130 TKK: 20913               | Habichen Standort KG: Ötz                 | Die auch als Ölbergkapelle bezeichnete Filialkirche wurde 1712 erbaut und 1903 renoviert. Sie besitzt einen achteckigen Dachreiter mit Zwiebelhelm sowie Spitzbogenfenster. Das Langhaus mit eingezogener Apsis ist nach Norden ausgerichtet. Im Inneren befinden sich ein kreuzgratgewölbtes Emporenjoch und ein quadratisches Joch mit schrägen Eckpfeilern, das von einer Stutzkuppel überwölbt ist. Der Triumphbogen ist eingezogen. Das Kreuzgewölbe des querrechteckigen Altarraums hat Blattrippen aus Stuck. Figurennischen befinden sich in den pilastergegliederten Eckpfeilern und den abgeschrägten Ecken des Altarraums. Das Kuppelbild ist mit „skil 1903“ bezeichnet. Der aus verschiedenen Teilen bestehende barocke Altar trägt ein Altarbild Christus am Ölberg. Figuren, Bilder und Kruzifix stammen aus der ersten Hälfte und der Mitte des 18. Jahrhunderts; das Mariahilf-Bild und das Bild Tempelgang Mariae auf den Mittelteilen zweier Altarretabeln aus dem Ende des 17. Jahrhunderts.                    | BDA-Hist.: Q37827930 Status: § 2a Stand der BDA-Liste: 2025-06-30 Name: Kath. Filialkirche Zum bitteren Leiden Jesu in Habichen GstNr.: .443 Filialkirche zum bitteren Leiden Jesu (Habichen) |
| ja   | Datei hochladen | Kapelle beim Perberschlager in Habichen mit Wandmalerei HERIS-ID: 4289 Objekt-ID: 131 TKK: 20911               | bei Habichen 17 Standort KG: Ötz          | Seitlich der Kleeblattbogenöffnung befinden sich an der Außenseite der Kapelle zwei Fresken, die den hl. Antonius (links) und den hl. Franziskus (rechts) zeigen. Das Leinwandbild Pietà ist bezeichnet mit „H. Kluibenschedl, 1915“. | BDA-Hist.: Q37832240 Status: § 2a Stand der BDA-Liste: 2025-06-30 Name: Kapelle beim Perberschlager in Habichen mit Wandmalerei GstNr.: 327/7                                                 |
| ja   | Datei hochladen | Graßmayrhaus HERIS-ID: 4286 Objekt-ID: 128 TKK: 20954                                                          | Habichen 109 Standort KG: Ötz             | In dem Paarhof wurde 1599 die erste Glocke der Glockengießerei Grassmayr gegossen und damit der Grundstein für die heutige Firma gelegt, die 1836 nach Innsbruck übersiedelte. Das zweigeschoßige, gemauerte Mittelflurhaus besitzt einen geschnitzten Bundwerksgiebel und Eckquaderung. Die Fenster sind mit Pilastern, Gebälk und Rollwerkornamenten umrahmt. Das Portal wird von einer Frau und einem Mann umrahmt, darüber sind eine Kreuzigung und Stifterfiguren sowie zwei Glockspeisträger und der hl. Georg zu sehen. Die Fassadenmalereien sind mit „AE 1633“ bezeichnet. | BDA-Hist.: Q37818061 Status: Bescheid Stand der BDA-Liste: 2025-06-30 Name: Graßmayrhaus GstNr.: .468 Grassmayrhaus                                                                           |
| ja   | Datei hochladen | Kornkasten HERIS-ID: 75067 Objekt-ID: 88537 TKK: 34911                                                         | bei Habichen 109 Standort KG: Ötz         | Der eingeschoßige gemauerte, unterkellerte Kornspeicher hat ein schindelgedecktes Satteldach und steht östlich des Graßmayrhauses in Habichen. Er wurde zu Beginn des 16. Jahrhunderts erbaut. Der Kellerraum und der ehemalige Speicherraum sind jeweils giebelseitig erschlossen. Die Fensteröffnungen haben eine Hohlkehle im Sturzbereich und Schmiedeeisengitter. | BDA-Hist.: Q38137895 Status: Bescheid Stand der BDA-Liste: 2025-06-30 Name: Kornkasten GstNr.: .464                                                                                           |
| ja   | Datei hochladen | Straßenbrücke Habichen HERIS-ID: 4285 Objekt-ID: 127 TKK: 20950                                                | bei Habichen 125 Standort KG: Ötz         | Die Straßenbrücke in Habichen führt über die Ötztaler Ache. Ein Vorgängerbau (?) ist 1856 kartografisch dokumentiert, die bestehende Brücke ist inschriftlich mit 1885 datiert. Sie wurde letztmals 1897 und 2007 saniert. Das Tragwerk ist als vierfaches Hängewerk ausgeführt, die seitlichen Auflager und der Mittelpfeiler sind betoniert. Der Oberbau unter brettergedecktem Satteldach ist in Ständerbauweise gezimmert, die seitliche Brüstung ist senkrecht verschalt. | BDA-Hist.: Q37814648 Status: § 2a Stand der BDA-Liste: 2025-06-30 Name: Straßenbrücke Habichen GstNr.: 2849/3, 2865/3, 2881 Straßenbrücke Habichen                                            |
| ja   | Datei hochladen | Mariahilfkapelle/Kapelle Untersteinach HERIS-ID: 4303 Objekt-ID: 146 TKK: 20890                                | bei Hauptstraße 1a Standort KG: Ötz       | Die Kapelle am Fußweg neben der Ötztaler Ache wurde 1997 anstelle eines barocken Vorgängerbaus neu errichtet. Der gemauerte Nischenbildstock weist ein schindelgedecktes Satteldach und eine vergitterte Rundbogennische auf. Das Altarblatt verweist auf eine wunderbare Errettung eines Kindes 1693 nach einem Sturz über eine Felswand. | BDA-Hist.: Q37844226 Status: § 2a Stand der BDA-Liste: 2025-06-30 Name: Mariahilfkapelle/Kapelle Untersteinach GstNr.: 1316/1                                                                 |
| ja   | Datei hochladen | Posthotel Kassl HERIS-ID: 4272 Objekt-ID: 114 TKK: 20982                                                       | Hauptstraße 70 Standort KG: Ötz           | Der Gebäudekomplex aus sieben unterschiedlichen Bauteilen geht im Kern ins 17. Jahrhundert zurück. Der barocke Kernbau wurde vor 1864 erstmals aufgestockt und 1886 um ein weiteres Stockwerk vergrößert. Zwischen etwa 1890 und 1903 entstanden die Holzveranda und der Speisesaal mit überdeckter Holzkonstruktion. Der Anbau mit den zur Hauptstraße orientierten Schauseiten an der Westecke des Gebäudekomplexes stammt aus dem ersten Jahrzehnt des 20. Jahrhunderts. Die Fassaden sind aufwändig mit Erkern, Balkonen und Veranden gestaltet. Die ornamentale und figurale Fassadenmalerei vom Anfang des 20. Jahrhunderts zeigt u. a. allegorische Engelsdarstellungen, den hl. Kassian und Brustbilder der Tiroler Freiheitskämpfer von 1809. | BDA-Hist.: Q37771350 Status: Bescheid Stand der BDA-Liste: 2025-06-30 Name: Posthotel Kassl GstNr.: 1003/2 Posthotel Kassl                                                                    |
| ja   | Datei hochladen | Kath. Pfarrkirche hll. Georg und Nikolaus und Unterkirche hl. Michael HERIS-ID: 4264 Objekt-ID: 106 TKK: 20887 | neben Kirchweg 21 Standort KG: Ötz        | Die im Kern spätgotische Kirche wurde Ende des 15. Jahrhunderts errichtet, das Langhaus 1667 durch Gallus Apeller erweitert. Im Inneren wurde sie 1743/1744 barockisiert und 1891 renoviert. Der spätgotische Turm befindet sich an der Westseite, hat zweibahnige, spitzbogige Maßwerkfenster und ist mit einem Giebelspitzhelm bedeckt. In den Giebeldreiecknischen befinden sich Wappen. Nördlich an den Turm anschließend ist die ehemalige Sakristei, in deren Untergeschoß sich ein Beinhaus befindet. Zwei spätgotische Portale befinden sich an der Ostseite des Langhauses. Die Deckenmalereien im Inneren wurden 1891 von Heinrich Kluibenschedl angefertigt. Der Altar ist klassizistisch, das Altarblatt aus 1850 zeigt den hl. Georg. Die Orgel von Franz Weber stammt aus dem Jahr 1888. Die Unterkirche ist dem hl. Michael geweiht. Ihr Kern ist aus dem 14. Jahrhundert, im 17. Jahrhundert wurde sie erneuert. Der mit Akanthus-Schnitzerei und Figuren verzierte Altar aus dem Jahr 1683 stammt von Ignaz Waibl. | BDA-Hist.: Q23541841 Status: § 2a Stand der BDA-Liste: 2025-06-30 Name: Kath. Pfarrkirche hll. Georg und Nikolaus und Unterkirche hl. Michael GstNr.: .1 Sankt Georg und Nikolaus (Oetz)      |
| ja   | Datei hochladen | Wohngebäude eines ehem. Paarhofes mit Stube HERIS-ID: 63091 Objekt-ID: 75700 TKK: 20987                        | Kirchweg 1 Standort KG: Ötz               | Das zweigeschoßige gemauerte Wohngebäude eines ehemaligen Paarhofes hat einen gotischen Baukern aus dem 15. Jahrhundert, wurde im 17. Jahrhundert erweitert und im 18. Jahrhundert aufgestockt und mit einem Anbau versehen. Das Haus ist giebelseitig von Osten über einen Mittelflurgrundriss erschlossen, das spitzbogig geschlossene Eingangsportal ist über eine hölzerne Freitreppe erreichbar. Darunter befindet sich ein Rundbogenportal als Zugang zum Keller. In der Mittelachse in den Obergeschoßen sind kleine Söller vorgelagert. Die Fassaden sind mit Putzfaschen an den Fenstern gestaltet. Das Innere beherbergt eine tonnengewölbte Küche mit Stichkappen und eine Stube mit Täfelung von 1807. Im Keller haben sich teilweise gotische Holzbalkendecken aus der frühesten Bauphase erhalten. | BDA-Hist.: Q38102151 Status: Bescheid Stand der BDA-Liste: 2025-06-30 Name: Wohngebäude eines ehem. Paarhofes mit Stube GstNr.: .52                                                           |
| ja   | Datei hochladen | Bürgerhaus mit Wandmalerei HERIS-ID: 4265 Objekt-ID: 107 TKK: 20988                                            | Kirchweg 4 Standort KG: Ötz               | Das zweigeschoßige gemauerte Wohngebäude eines ehemaligen Paarhofes hat einen spätgotischen Baukern aus dem 16. Jahrhundert, das Bundwerk ist inschriftlich 1608, das Türblatt 1618 datiert. Das Haus diente 1929 dem Armenfonds der Gemeinde, später als Gemeindeamt, Wohnhaus, Musikschule und Vereinslokal. Es ist giebelseitig von Westen über einen Mittelflurgrundriss erschlossen. Das spitzbogig geschlossene, spätgotische Eingangsportal mit gekehltem Gewände ist über eine zweiläufig gemauerte Freitreppe erreichbar. Das rundbogig geschlossene Fenster mit abgefastem Gewände neben dem Portal stammt aus der ersten Bauphase, der polygonale Obergeschoßerker an der südwestlichen Gebäudeecke und die Fensteröffnungen mit Hohlkehle im Sturzbereich vermutlich aus dem 17. Jahrhundert. Über dem Portal befindet sich ein Fresko mit dem Gnadenbild Mariahilf aus dem 18. Jahrhundert. Innen weisen der Flur sowie drei Küchenräume ein Tonnengewölbe und Stichkappen auf.                                        | BDA-Hist.: Q37758127 Status: § 2a Stand der BDA-Liste: 2025-06-30 Name: Bürgerhaus mit Wandmalerei GstNr.: .60                                                                                |
| ja   | Datei hochladen | Bürgerhaus Stecher HERIS-ID: 4266 Objekt-ID: 108 TKK: 20989                                                    | Kirchweg 5 Standort KG: Ötz               | Das Bürgerhaus Stecher ist ein Wohngebäude eines ehemaligen Paarhofs mit Mittelflurgrundriss. Es hat einen spätgotischen Baukern aus dem 16. Jahrhundert, im Keller, Erdgeschoß und 1. Stock sind stichkappengewölbte Räume aus dieser Zeit erhalten. Bezeichnungen an den Eckerkern weisen auf eine Umgestaltung und Fassadierung in den Jahren 1605 und 1606 hin. | BDA-Hist.: Q37761087 Status: Bescheid Stand der BDA-Liste: 2025-06-30 Name: Bürgerhaus Stecher GstNr.: .25 Bürgerhaus Stecher                                                                 |
| ja   | Datei hochladen | Gasthaus Zum Stern HERIS-ID: 4267 Objekt-ID: 109 TKK: 20990                                                    | Kirchweg 6 Standort KG: Ötz               | Das spätgotische Haus mit Mittelflurgrundriss und zweigeschoßiger Giebelfassade besitzt ein breit abgeschrägtes Spitzbogenportal, über dem sich ein fünfseitiger Mittelerker befindet. Die Fassadenmalerei stammt aus dem Jahr 1573, teilweise aus 1615. | BDA-Hist.: Q37763120 Status: Bescheid Stand der BDA-Liste: 2025-06-30 Name: Gasthaus Zum Stern GstNr.: 83/1 Sternwirtshaus Oetz                                                               |
| ja   | Datei hochladen | Ehem. Wohnhaus HERIS-ID: 87785 Objekt-ID: 102219 TKK: 34634                                                    | Kirchweg 9 Standort KG: Ötz               | Das ehemalige Wohnhaus stammt aus dem 17. Jahrhundert und wurde Ende des 19. Jahrhunderts umgebaut. Der dreigeschoßige, unterkellerte Bau über rechteckigem Grundriss mit 5:2 Fensterachsen wird durch ein Satteldach abgeschlossen. Ost-, Nord- und Südfassade sind bis zum zweiten Obergeschoß durch plastisch modellierten, farblich abgesetzten Putz über den Fenstern, eine Putzbänderung zwischen dem ersten und zweiten Obergeschoß sowie eine Eckquadrierung strukturiert, die Giebelzwickel sind holzverschalt. An der Hauptfassade nach Osten wird der Eingang durch eine Vorhalle auf vier, durch Flachbögen verbundenen Pfeilern mit darüberliegender Terrasse betont, oben Giebelbalkon. An der rückwärtigen Giebelfassade ist eine Holzveranda auf Holzsäulen vorgeblendet, die im ersten Obergeschoß verglast und im zweiten Obergeschoß als Pultdach gedeckte Loggia ausgebildet ist. Das Gebäude dient als Depot des Turmmuseums.                                                                                  | BDA-Hist.: Q37722003 Status: Bescheid Stand der BDA-Liste: 2025-06-30 Name: Ehem. Wohnhaus GstNr.: .22                                                                                        |
| ja   | Datei hochladen | Widum HERIS-ID: 4268 Objekt-ID: 110 TKK: 20991                                                                 | Kirchweg 19 Standort KG: Ötz              | Das Widum liegt östlich der Kirche auf einem Hang und hat einen turmartigen Aufbau. Das Gebäude wurde im 17. Jahrhundert errichtet, das Fresko Mariahilf und Engel ist mit 1700 bezeichnet. | BDA-Hist.: Q37765107 Status: § 2a Stand der BDA-Liste: 2025-06-30 Name: Widum GstNr.: .3 Widum Oetz                                                                                           |
| ja   | Datei hochladen | Gartenhäuschen HERIS-ID: 26144 Objekt-ID: 22606 TKK: 116325                                                    | bei Kirchweg 19 Standort KG: Ötz          | Das Gartenhäuschen des Widums ist ein kleiner, würfelförmiger Mauerbau mit talseitig angeordnetem Erker, der Dachabschluss wird von einem steil aufragenden Pyramidendach gebildet. Innen befindet sich eine Kassettendecke. Das Gartenhäuschen stammt aus der 1. Hälfte des 18. Jahrhunderts. | BDA-Hist.: Q37899754 Status: § 2a Stand der BDA-Liste: 2025-06-30 Name: Gartenhäuschen GstNr.: .2/2 Gartenhäuschen Oetz                                                                       |
| ja   | Datei hochladen | Wohnhaus, Schwesternhaus mit Fassadenmalereien/ehem. Widum HERIS-ID: 4270 Objekt-ID: 112 TKK: 45976            | Kirchweg 21 Standort KG: Ötz              | Das zwischen Pfarrkirche und Widum gelegene Haus stammt im Kern aus dem späten 16. Jahrhundert und diente der Überlieferung nach ursprünglich als Pfarrhaus. Ab 1951 wurde es von der Kongregation der Barmherzigen Schwestern vom hl. Vinzenz von Paul als Ordensniederlassung genutzt, mittlerweile ein Privathaus. Der zweigeschoßige Mauerbau mit Satteldach und regelmäßiger Fassadengliederung ist giebelseitig durch einen Mittelflur erschlossen. Im Giebelfeld befindet sich ein Fresko der hl. Dreifaltigkeit von Raimund Wörle von 1957. Im Inneren weisen die Flure ein Tonnengewölbe und Stichkappen, die ehemalige Küche und Speisekammer ein Tonnengewölbe auf. Die sekundär unterteilten Räumlichkeiten auf der Südseite sind mit Flachdecken und einfachen Stuckzügen versehen. | BDA-Hist.: Q37768195 Status: Bescheid Stand der BDA-Liste: 2025-06-30 Name: Wohnhaus, Schwesternhaus mit Fassadenmalereien/ehem. Widum GstNr.: .2/1                                           |
| ja   | Datei hochladen | Alte Mühlauer Holzbrücke/Grasstegbrücke HERIS-ID: 4305 Objekt-ID: 148 TKK: 20948                               | Kühtaier Straße Standort KG: Ötz          | Die überdachte Holzbrücke über den Nederbach wurde vermutlich Anfang des 20. Jahrhunderts um- oder neugebaut. 2003 wurde sie aus verkehrstechnischen Gründen von ihrem ursprünglichen Standort abgetragen und etwa eineinhalb Kilometer entfernt, bei Kilometer 6,5 der L 237 wiedererrichtet. Das Tragwerk der Brücke ist als dreifaches Hängewerk ausgeführt, der Oberbau in Ständerbauweise gezimmert, die seitliche Brüstung senkrecht verschalt. | BDA-Hist.: Q37845130 Status: Bescheid Stand der BDA-Liste: 2025-06-30 Name: Alte Mühlauer Holzbrücke/Grasstegbrücke GstNr.: 2872, 2392/5, 2409/1 Alte Mühlauer Holzbrücke, Oetz               |
| ja   | Datei hochladen | Brunnen hl. Judas Thaddäus HERIS-ID: 87795 Objekt-ID: 102230 TKK: 20941                                        | bei Oberdorfgasse 4 Standort KG: Ötz      | Der sechseckige, gemauerte Brunnentrog ist mit der Jahreszahl 1893 bezeichnet. Die an der Schmalseite angestellte, hölzerne Brunnensäule mit Holzskulptur des hl. Judas Thaddäus unter einer Blechverdachung ist inschriftlich mit 1962 datiert. | BDA-Hist.: Q37722120 Status: § 2a Stand der BDA-Liste: 2025-06-30 Name: Brunnen hl. Judas Thaddäus GstNr.: 2748/1 Judas-Thaddäusbrunnen, Oetz                                                 |
| ja   | Datei hochladen | Friedhof HERIS-ID: 87734 Objekt-ID: 102162 TKK: 116328                                                         | Oetzerau Standort KG: Ötz                 | Der Friedhof um die Antoniuskirche wurde 1698 urkundlich erwähnt. Er hat eine Umfassungsmauer. | BDA-Hist.: Q37721433 Status: § 2a Stand der BDA-Liste: 2025-06-30 Name: Friedhof GstNr.: 1592 Filialkirche Oetzer Au                                                                          |
| ja   | Datei hochladen | Kath. Filialkirche hl. Antonius von Padua in Au HERIS-ID: 4290 Objekt-ID: 132 TKK: 20886                       | Oetzerau Standort KG: Ötz                 | Die Kirche wurde urkundlich 1698 geweiht. Der schlichte Saalbau hat im Norden einen Turm mit spitzbogigen Schallfenstern und Giebelspitzhelm, östlich schließt die Sakristei an. Fassadenfresco von Karl Soboll aus dem Jahre 1960. Innen dreijochiges Langhaus, abgefaster Triumphbogen und fünfseitig schließende Apsis. Stichkappentonne über Pilastern. Vielfältige Stuckaturen im Gewölbe und am Triumphbogen (Ende 17. Jahrhundert). Die Malereien in den Medaillons zeigen Marienkrönung, Himmelfahrt Christi und Auferstehung. In den Stichkappen Malerei der Antoniuslegende aus der ersten Hälfte des 19. Jahrhunderts. | BDA-Hist.: Q37833237 Status: § 2a Stand der BDA-Liste: 2025-06-30 Name: Kath. Filialkirche hl. Antonius von Padua in Au GstNr.: .245 Filialkirche Oetzer Au                                   |
| ja   | Datei hochladen | Doppelbackofen HERIS-ID: 4294 Objekt-ID: 136 TKK: 20966                                                        | bei Oetzerau 25 Standort KG: Ötz          | Die beiden traufseitig aneinander gebauten Backöfen sind unter einem gemeinsamen, brettergedeckten Satteldach, über rechteckigem Grundriss in Bruchsteinmauerwerk errichtet. Stirnseitig befindet sich je eine Feuerungsöffnung. | BDA-Hist.: Q37837082 Status: Bescheid Stand der BDA-Liste: 2025-06-30 Name: Doppelbackofen GstNr.: .280 Doppelbackofen in Oetzerau                                                            |
| ja   | Datei hochladen | Volksschule Ötzerau HERIS-ID: 87794 Objekt-ID: 102229 TKK: 116330                                              | Oetzerau 46 Standort KG: Ötz              | Das Schulgebäude wurde 1967–1969 anstelle eines 1922–1923 ausgebauten Vorgängerbaus neu errichtet. Der zweigeschoßige, durchfensterter Mauerbau mit Satteldach beinhaltet zwei Klassen, einen Turnraum und eine Lehrerwohnung und seit 1973 einen Kindergarten. | BDA-Hist.: Q37722083 Status: § 2a Stand der BDA-Liste: 2025-06-30 Name: Volksschule Ötzerau GstNr.: 1833                                                                                      |
| ja   | Datei hochladen | Kapelle Zur Heimsuchung Mariae in Oetzermühl HERIS-ID: 4296 Objekt-ID: 138 TKK: 20891                          | bei Oetzermühlerweg 10 Standort KG: Ötz   | Die 1839 errichtete Kapelle mit eingezogener Apsis hat einen Dachreiter über einem Dreieckgiebel, darunter ein Halbkreisfenster. Im Inneren befinden sich Flachtonnengewölbe über Gesimsen. Der Biedermeieraltar besitzt ein Altarblatt Heimsuchung. | BDA-Hist.: Q37840066 Status: § 2a Stand der BDA-Liste: 2025-06-30 Name: Kapelle Zur Heimsuchung Mariae in Oetzermühl GstNr.: .132                                                             |
| ja   | Datei hochladen | Bauernhaus mit Stube HERIS-ID: 4299 Objekt-ID: 141 TKK: 20974                                                  | Piburg 6 Standort KG: Ötz                 | Der quergestellte Einhof mit Mittelflurgrundriss stammt aus der Mitte des 16. Jahrhunderts. | BDA-Hist.: Q37841561 Status: Bescheid Stand der BDA-Liste: 2025-06-30 Name: Bauernhaus mit Stube GstNr.: .482 Bauernhaus in Piburg 6                                                          |
| ja   | Datei hochladen | Alte Blasiuskapelle HERIS-ID: 4297 Objekt-ID: 139 TKK: 20908                                                   | gegenüber Piburg 6 Standort KG: Ötz       | Die barocke Kapelle hat einen dreiseitigen Schluss und ist über einer Stichkappentonnenwölbung mit einem Schindeldach bedeckt, der Dachreiter trägt einen Pyramidenhelm. Der Altar aus dem dritten Viertel des 18. Jahrhunderts besitzt ein Altarbild des hl. Blasius vor der Mariahilf-Madonna, die Figuren werden Josef Georg Witwer zugeschrieben. | BDA-Hist.: Q37840360 Status: Bescheid Stand der BDA-Liste: 2025-06-30 Name: Alte Blasiuskapelle GstNr.: .495 Alte Blasiuskapelle Piburg                                                       |
| ja   | Datei hochladen | Ortskapelle Piburg/Neue Blasiuskapelle HERIS-ID: 4298 Objekt-ID: 140 TKK: 20909                                | Piburg 22 Standort KG: Ötz                | Die auf einem Hügel stehende Kapelle wurde 1961/62 von Karl Haas erbaut. Darin befindet sich ein barocker Altar, der um 1680 entstanden ist. Das Altarbild Marienkrönung sowie das Oberbild des hl. Oswald vor Maria werden Josef Jais zugeschrieben, die Statuen hll. Josef und Johannes dem Bildhauer Josef Witwer. Um 1500 entstand die spätgotische Statue des hl. Sebastian. Um die Mitte des 18. Jahrhunderts wurde das Leinwandbild hl. Blasius vor Mariahilf-Muttergottes angefertigt. | BDA-Hist.: Q37840954 Status: § 2a Stand der BDA-Liste: 2025-06-30 Name: Ortskapelle Piburg/Neue Blasiuskapelle GstNr.: .773 Neue Blasiuskapelle Piburg                                        |
| ja   | Datei hochladen | Ehem. Bauernhaus, Wohnhaus und Galerie zum alten Ötztal HERIS-ID: 4274 Objekt-ID: 116 TKK: 21000seit 2012      | Piburger Straße 4 Standort KG: Ötz        | Bei dem Gebäude aus der Mitte des 19. Jahrhunderts handelt es sich um einen quergestellten Einhof mit Mittelflurgrundriss. Die Landschaftsbilder der Ötztaler Alpen, die der Schwerpunkt der Galerie sind, wurden von Hans Jäger in diesem alten Bauernhaus gesammelt. Die Galerie befindet sich seit 2004 im Turmmuseum. | BDA-Hist.: Q37774820 Status: Bescheid Stand der BDA-Liste: 2025-06-30 Name: Ehem. Bauernhaus, Wohnhaus und Galerie zum alten Ötztal GstNr.: 1025/1 Wohnhaus und Galerie zum alten Ötztal      |
| ja   | Datei hochladen | Platzlekapelle HERIS-ID: 4275 Objekt-ID: 117 TKK: 20899                                                        | gegenüber Platzleweg 9 Standort KG: Ötz   | Der rechteckige Mauerbau mit dreiseitigem Schluss und Satteldach wurde 1853 errichtet. An der Eingangsfassade im Südwesten befindet sich über dem schmalen Rechteckportal ein Inschriftenfeld mit dem Baudatum und ein Fresko von Christus als Gutem Hirten. | BDA-Hist.: Q37785503 Status: § 2a Stand der BDA-Liste: 2025-06-30 Name: Platzlekapelle GstNr.: .89                                                                                            |
| ja   | Datei hochladen | Wegkapelle Riedeben HERIS-ID: 4300 Objekt-ID: 142 TKK: 20903                                                   | Riedeben 30, in der Nähe Standort KG: Ötz | Die barocke Wegkapelle besitzt ein Mariahilf-Bild. | BDA-Hist.: Q37842359 Status: § 2a Stand der BDA-Liste: 2025-06-30 Name: Wegkapelle Riedeben GstNr.: .361 Wegkapelle Riedeben, Oetz                                                            |
| ja   | Datei hochladen | Wegkapelle Schlatt HERIS-ID: 4301 Objekt-ID: 143 TKK: 20898                                                    | bei Schlatt 161 Standort KG: Ötz          | Die Kapelle wurde vermutlich im 18. Jahrhundert errichtet, der Dachreiter mit Pyramidendach wurde laut Inschrift 1866 aufgesetzt. An der Westseite befindet sich ein Rundbogenportal, südseitig zwei Fensteröffnungen mit Rundbogen. | BDA-Hist.: Q37843118 Status: § 2a Stand der BDA-Liste: 2025-06-30 Name: Wegkapelle Schlatt GstNr.: .352 Wegkapelle Schlatt, Oetz                                                              |
| ja   | Datei hochladen | Volksschule und Kindergarten mit Wandbild HERIS-ID: 87793 Objekt-ID: 102228 TKK: 116327                        | Schulweg 1 Standort KG: Ötz               | Das Schulgebäude wurde 1965/1966 anstelle eines seit 1861 bestehenden Vorgängerbaus neu errichtet und später um ein Geschoß für die Hauptschule aufgestockt. Der dreigeschoßige Mauerbau mit Satteldach hat an der Südwestecke den Engang unter einer gewölbten Vorhalle. Die Westseite ist mit einer flächigen Fassadenmalerei mit Darstellung des hl. Georg und einer Handwerkerszene versehen. | BDA-Hist.: Q37722065 Status: § 2a Stand der BDA-Liste: 2025-06-30 Name: Volksschule und Kindergarten mit Wandbild GstNr.: .648                                                                |
| ja   | Datei hochladen | Heimatmuseum HERIS-ID: 4273 Objekt-ID: 115 TKK: 20994                                                          | Schulweg 2 Standort KG: Ötz               | Der quadratische, ursprünglich von einer Hofmauer umgebene Turm wurde 1377 bis 1380 in spätromanischer Bauweise errichtet und hatte vier Geschoße sowie ein Zinnengeschoß. Im 15. Jahrhundert wurden die im Süden und Osten gelegenen Hofbereiche überbaut und die Geschoßeinteilung geändert, wobei einzelne Teile eingewölbt wurden und so ein neues Wohngeschoß entstand. Im 17. Jahrhundert wurden die Zinnen aufgelassen, die Fensterachsen neu eingeteilt und der markante Erker angebaut. Im frühen 18. Jahrhundert bekam das Gebäude ein Krüppelwalmdach. Nach einem Brand im Jahr 1951, bei dem das Dachgeschoß niederbrannte, wurde es zunächst nur notdürftig repariert, ehe es 1990 restauriert wurde. Seit 2004 ist darin das Turmmuseum untergebracht. | BDA-Hist.: Q37773131 Status: § 2a Stand der BDA-Liste: 2025-06-30 Name: Heimatmuseum GstNr.: .64 Turmmuseum Oetz                                                                              |
| ja   | Datei hochladen | Sägemühle mit Inventar HERIS-ID: 4295 Objekt-ID: 137 TKK: 20965                                                | nördlich Seite 37 Standort KG: Ötz        | Die Getreidemühle wurde vermutlich im 18. Jahrhundert errichtet, die Sägemühle 1920 in Ständerbauweise mit Satteldach zugebaut. Ursprünglich mit Wasser betrieben, wurde die Getreidemühle später auf einen Elektromotor umgestellt. Im Inneren befindet sich ein Mahlwerk und eine beheizbare Müllerstube. | BDA-Hist.: Q37838723 Status: Bescheid Stand der BDA-Liste: 2025-06-30 Name: Sägemühle mit Inventar GstNr.: .379, 2561/3 Sägemühle Oetzerberg, Oetz                                            |
| ja   | Datei hochladen | Dreifaltigkeitskapelle auf der Seite HERIS-ID: 55754 Objekt-ID: 64580 TKK: 14568                               | Seite 42, in der Nähe Standort KG: Ötz    | Hofkapelle in exponierter Hanglage, bestehend aus einem einjochigen Mauerbau mit dreiseitigem Chorschluss. In der zweiten Hälfte des 18. Jhdts. erbaut. | BDA-Hist.: Q38067697 Status: Bescheid Stand der BDA-Liste: 2025-06-30 Name: Dreifaltigkeitskapelle auf der Seite GstNr.: .393 Dreifaltigkeitskapelle Seite, Oetz                              |
| ja   | Datei hochladen | Bauernhaus samt wandfester Ausstattung HERIS-ID: 111085 Objekt-ID: 128862 TKK: 34633                           | Seite 43 Standort KG: Ötz                 | Ehemaliger Einhof am Südhang des Ötzerbergs im Weiler Seite. Der spätgotische Kern aus dem 17. Jahrhundert wurde im Barock erweitert und 1900 neu gestaltet, als die Fassade nach Allgäuer Tradition verschindelt wurde, eine Folge des aufkommenden Tourismus. | BDA-Hist.: Q37821700 Status: Bescheid Stand der BDA-Liste: 2025-06-30 Name: Bauernhaus samt wandfester Ausstattung GstNr.: .397 Bauernhaus Seite 43, Oetz                                     |
| ja   | Datei hochladen | Örlachkapelle HERIS-ID: 4277 Objekt-ID: 119 TKK: 20900                                                         | Standort KG: Ötz                          | Die auch als Örlachkapelle bezeichnete Kalvarienbergkapelle wurde im 17. Jahrhundert errichtet und ist ein hoher offener Kapellenbau mit dreiseitiger Apsis und Kleeblattöffnung. Kreuzgewölbe und Stuck stammen aus dem ausgehenden 17. Jahrhundert, die Kreuzigungsgruppe mit Hintergrundmalerei aus der ersten Hälfte des 19. Jahrhunderts. Die Leinwandbilder Ölberg und Pietà werden Heinrich Kluibenschedl zugeschrieben. | BDA-Hist.: Q37790790 Status: § 2a Stand der BDA-Liste: 2025-06-30 Name: Örlachkapelle GstNr.: .103 Örlachkapelle Oetz                                                                         |
| ja   | Datei hochladen | Marienbrunnen HERIS-ID: 4278 Objekt-ID: 120 TKK: 20939                                                         | Standort KG: Ötz                          | Der Brunnen besteht aus einem quadratischen, steinernen Brunnentrog mit Jesus- und Marienmonogramm an der Schauseite und einer steinernen Brunnensäule mit Basis und leicht profiliertem Kapitell. Darauf steht unter einer Blechverdachung eine Gipsfigur der hl. Maria, die im Zuge von Filmdreharbeiten um 1950 anstelle der ursprünglichen Steinkugel angebracht wurde. | BDA-Hist.: Q37797499 Status: § 2a Stand der BDA-Liste: 2025-06-30 Name: Marienbrunnen GstNr.: 2748/1                                                                                          |
| ja   | Datei hochladen | Wegkapelle in Burgstall HERIS-ID: 4281 Objekt-ID: 123 TKK: 20907                                               | Standort KG: Ötz                          | Der Nischenbildstock mit geradem Chorschluss und flachem Satteldach stammt aus der 2. Hälfte des 19. Jahrhunderts und ist in den Felsen gebaut. Die Rundbogenöffnung ist durch ein Gitter verschlossen, die Nische hat ein Stichkappengewölbe, innen befindet sich eine Pietà. | BDA-Hist.: Q37806578 Status: § 2a Stand der BDA-Liste: 2025-06-30 Name: Wegkapelle in Burgstall GstNr.: 433/1                                                                                 |
| ja   | Datei hochladen | Straßenbrücke, Teufelsbrücke HERIS-ID: 4283 Objekt-ID: 125 TKK: 20946                                          | Standort KG: Ötz                          | Die Brücke über den Stuibenbach wurde kartografisch 1856 dokumentiert, die Holzträger an den Unterzügen wurden 1942 durch Stahlträger verstärkt. Die beiden Auflager sind in Natursteinmauerwerk aufgeführt. Das Tragwerk besteht aus einem doppelten Sprengwerk mit Schürbalken und Streben, auf die sich im Mittelteil ein doppeltes Hängewerk aufstützt. Der Oberbau ist in Ständerbauweise gezimmert und mit einem Satteldach gedeckt. Seitlich der Fahrbahn befindet sich je ein Fußgängersteg mit brettergedecktem Pultdach. | BDA-Hist.: Q37810704 Status: § 2a Stand der BDA-Liste: 2025-06-30 Name: Straßenbrücke, Teufelsbrücke/Sautner Stegbrücke GstNr.: 2800, 2795/5, 2877 Teufelsbrücke über den Stuibenbach         |
| ja   | Datei hochladen | Kapelle in der Auerklamm HERIS-ID: 4292 Objekt-ID: 134 TKK: 20896                                              | Standort KG: Ötz                          | Die barocke Kapelle hat ein Kreuzgratgewölbe und wurde im 19. Jahrhundert renoviert. Ein Kruzifix stammt aus der ersten Hälfte des 19. Jahrhunderts. | BDA-Hist.: Q37834357 Status: § 2a Stand der BDA-Liste: 2025-06-30 Name: Kapelle in der Auerklamm GstNr.: .497/13                                                                              |
| ja   | Datei hochladen | Fünf Kreuzwegstationen HERIS-ID: 88271 Objekt-ID: 102820 TKK: 20922, 20923, 20921, …                           | Standort KG: Ötz                          | Am Fußweg vom Dorf zur Pfarrkirche befindet sich ein Kreuzweg mit fünf Stationen aus der zweiten Hälfte des 19. Jahrhunderts. Die hölzernen Bildsäulen tragen einen brettergedeckten Aufsatz mit auf Putz gemalten Darstellungen Jesus am Ölberg, Christus an der Geißelsäule, Dornenkrönung, Jesus begegnet seiner Mutter und Kreuzigung. | BDA-Hist.: Q37724742 Status: § 2a Stand der BDA-Liste: 2025-06-30 Name: Fünf Kreuzwegstationen GstNr.: 2751 Fünf Kreuzwegstationen Oetz                                                       |
| ja   | Datei hochladen | Brunnen HERIS-ID: 87796 Objekt-ID: 102231 TKK: 20940                                                           | Kirchweg 24, bei Standort KG: Ötz         | Der Laufbrunnen hat einen rechteckigen, steinernen Brunnentrog mit der Jahreszahl 1907 an der breiten Schauseite. Die seitlich angestellte, achteckige Brunnensäule hat ein profiliertes Kapitell und Jesus- und Marienmonogramm an der Schauseite. Über dem profilierten Kapitell mit Zackenschnittabschluss befindet sich eine Kugel als Bekrönung. | BDA-Hist.: Q37722137 Status: § 2a Stand der BDA-Liste: 2025-06-30 Name: Brunnen GstNr.: 2748/1 Laufbrunnen Kirchweg                                                                           |
| ja   | Datei hochladen | Brunnen hl. Georg HERIS-ID: 87801 Objekt-ID: 102236 TKK: 20938                                                 | Standort KG: Ötz                          | Der Georgsbrunnen ist mit 1877 bezeichnet, die Brunnensäule und Plastik des hl. Georgs stammen von Johannes Obleitner aus dem Jahre 1954. | BDA-Hist.: Q37722162 Status: § 2a Stand der BDA-Liste: 2025-06-30 Name: Brunnen hl. Georg GstNr.: 2748/1 Georgsbrunnen, Oetz                                                                  |
| ja   | Datei hochladen | Kruzifix HERIS-ID: 87827 Objekt-ID: 102270 TKK: 20926                                                          | Standort KG: Ötz                          | Das Wegkreuz in geschlossenem Bretterkasten mit stilisiertem Rankendekor und Corpus im Viernageltypus stammt aus der zweiten Hälfte des 19. Jahrhunderts. | BDA-Hist.: Q37722306 Status: § 2a Stand der BDA-Liste: 2025-06-30 Name: Kruzifix GstNr.: 2748/1 Wegkreuz Kirchweg                                                                             |
| ja   | Datei hochladen | Friedhof mit Kriegerdenkmal und Totenkapelle HERIS-ID: 87733 Objekt-ID: 102161 TKK: 37156, 116329              | Standort KG: Ötz                          | Der Friedhof rund um die Pfarrkirche wurde vermutlich im 16. Jahrhundert angelegt und nach 1950 und um 1990 nach Westen erweitert. Das 1955 errichtete Kriegerdenkmal bestand ursprünglich aus einem halbkreisförmig aufgeführten Quadermauerwerk, darauf befanden sich Kupfertafeln mit den Namen der Gefallenen der beiden Weltkriege, flankiert vom Tiroler Landeswappen und dem Gemeindewappen. In der Mitte stand ein schlichtes Holzbalkenkreuz. 1991 wurde das Denkmal nach einem Entwurf von Norbert Fritz neu gestaltet, wobei das Holzkreuz und die Tafeln mit den Gefallenen wieder verwendet wurden. | BDA-Hist.: Q37721407 Status: § 2a Stand der BDA-Liste: 2025-06-30 Name: Friedhof mit Kriegerdenkmal und Totenkapelle GstNr.: 16                                                               |

## Ehemalige Denkmäler
| Foto |                 | Denkmal                                                            | Standort                        | Beschreibung | Metadaten |
| ---- | --------------- | ------------------------------------------------------------------ | ------------------------------- | --- | --- |
| ja   | Datei hochladen | Gemeindeamt Objekt-ID: 102226 TKK: 116326bis 2012                  | Hauptstraße 62 Standort KG: Ötz | Das bis 2013 als Gemeindeamt genutzte Gebäude wurde 1951 erbaut. Der zweigeschoßige Mauerbau mit Satteldach ist in Anlehnung an die traditionelle ländliche Architektur als Mittelflurhaus mit Bundwerkgiebel und Giebelsöller gestaltet. An der Eingangsfassade befindet sich ein Rundbogenportal mit darüber liegendem, dreiseitigem Erker, daneben das Gemeindewappen mit den Jahreszahlen 1325 und 1951. | BDA-Hist.: Q97043899 Status: § 2a Stand der BDA-Liste: 2012-06-06 Name: Gemeindeamt GstNr.: .628                                  |
| ja   | Datei hochladen | Straßenbrücke über die Auerklamm Objekt-ID: 135 TKK: 20947bis 2012 | Standort KG: Ötz                | Die Auerklammbrücke ist eine einspurige Holzbrücke über den Stuibenbach in Oetzerau. Die kartografisch 1856 dokumentierte Brücke wurde um 1920 erneuert. Die Fahrbahn besteht aus quer verlegten Riemenbrettern, der Oberbau ist in senkrecht verschalter Ständerbauweise mit brettergedecktem Satteldach gezimmert.                                                                                         | BDA-Hist.: Q97012510 Status: § 2a Stand der BDA-Liste: 2012-06-06 Name: Straßenbrücke über die Auerklamm GstNr.: 2872, 2784, 2785 |